# کیریاکی لیوسی
کیریاکی لیوسی (یونانی: Κυριακή "Κική" Λιόση؛ زادهٔ ۱۰ اکتبر ۱۹۷۹) بازیکن واترپلو زن اهل یونان است.